# Cape Canaveral Air Force Station Launch Complex 34
Tổ hợp Phóng 34 (LC-34) là một địa điểm phóng đã ngừng hoạt động trên Trạm không quân Mũi Canaveral, Florida. LC-34 và người bạn đồng hành LC-37 ở phía bắc đã được NASA sử dụng từ năm 1961 đến năm 1968 để phóng tên lửa Saturn I và IB như một phần của chương trình Apollo. Đó là nơi xảy ra vụ cháy tàu Apollo 1, cướp đi sinh mạng của các phi hành gia Gus Grissom, Ed White và Roger Chaffee vào ngày 27 tháng 1 năm 1967. Vụ phóng tàu Apollo có người lái đầu tiên - Apollo 7 vào ngày 11 tháng 10 năm 1968 - là lần cuối cùng LC-34 được sử dụng.